# Скупштина у Београду (1842)
Скупштина у Београду је одржана 2. септембра 1842. године (по јулијанском календару).

## Свргнут Кнез
Уставобранитељи, предвођени Томом Вучићем Перишићем, настојали су свим силама да дођу на управу земље. Између Кнеза Михаила и уставобранитеља борба није престајала; Вучић је кришом прешао из иностранства у Србију и подигао буну; војску Кнеза Михаила, која се налазила на Метином Брду код Крагујевца, он је оставио без топова и разбио; Кнез Михаило, праћен неким министрима и члановима Савета, напусгао је земљу, и на тај начин питање избора новог Кнеза било је отворено. Вучић је са побуњеницима, међу којима је било и редовне војске, дошао на Врачар и улогорио ce. Образована је привремена управа коју су саставили Петронијевић као председник владе, и Тома Вучић Перишић као „предводитељ“ народа. Нову привремену управу признао је и београдски везир, одредивши да се наредбе њене имају извршавати као законите.

## Избор новог Кнеза
Требало је, дакле, изабрати новога Кнеза, a то је могла да изврши само народна скупштина. Први посао нове управе био је да 28. августа 1842. сазове народну скупштину, да тај посао изврши. Састанак народне скупштине заказан је за 2. септембар 1842, на Врачару код Београда. Обавештавајући о томе окружне начелнике, Вучић их извештава да је Кнез Михаило „са тројицом г. г. попечитеља и саветника земљу и народ свој без главе оставио и у Немачку побегао“. Зато је потребно да се што пре уреди нова земаљска управа. Начелиицима је стављено у дужност да прикупе из свакога села 5—6 „поштених и разумних људи-кметова“ и да с њима заједно дођу у Београд, где ће се на Врачару држати скупштина за избор новога Кнеза. Сви скупштинари дужни су да собом понесу хране колико ће им за 5—6 дана требати.
На дан избора на Врачарском пољу био је разапет нарочити шатор, у коме се налазио сто и материјал за писање, неколико клупа и један диван. Вође уставобраиитеља налазиле су се већ раније у Вучићевом шатору који је био окружен са осам напуњених топова док су тобџије стално држале запаљене фитиље. Не само позвани скупштинари, него и велика маса света тискала се око шатора који су, са свих страна, били опкољени војничким стражама. Цео тај свет био је под оружјем. По доласку београдског митрополита, Вучић и Петронијевић ушли су у шатор одређен за скупштину, a скупштинари су пришли ближе шатору, тако да су из непосредне близине могли да прате сав скупштински рад. Изашавши пред сам шатор Вучић, праћен уставобранитељским првацима, ушао је у средину круга који су чинили скупштинари, да одржи говор.
Вучић је позвао скупштинаре да се заједно са митрополитом, свештеницима, народним старешинама и кметовима договоре шта да се ради сада, када је Кнез Михаило прешао у Аустрију. „Ни једна кућа, a камо ли оволики народ, не може остати без главе и без свога управитеља. Шта да радимо?" Вучић тражи да сваки скупштинар каже слободно своје мишљење. Да ли ће народ хтети и даље да трпи и допушта да се гази устав, добивен од милостивог султана, и да се права која су њиме дата народу одузимају, да се чине насиља, мучења и неправде, убијања људи без суда?
Вучић је даље предложио скупштинарима да се Кнез Михаило позове из Земуна, али је скупштина једногласно одбила тај предлог. Скупштина је предложила и акламацијом за Кнеза Србије изабрала Александра Карађорђевића, сина вође првог српског устанка Карађорђа, чиме је и завршен главни посао те скупштине.
Једна већа депутација скупштинара из свих нахија била је изабрана a у задатак јој је стављено да обавести Кнеза Александра о избору и да га доведе пред скупштину. Депутација је свој посао обавила кроз пола часа. Дочекан бурним народа Кнез Александар поздравио се са митрополитом, намесницима и народним старешинама, па га је митрополит поздравио беседом. После тога написан је акт везиру београдском којим је нотификован избор новог Кнеза. Везир је, преко једне скупштинске депутације, био замољен да дејствује код Порте да се овај избор што пре призна султановим бератом.
Једна зваиична комисија коју је послао београдоки везир да се и лично увери о избору дошла је у скупштински круг и поставила скупштинарима иста питања која јој је поставио и Тома Вучић Перишић. Добила је исти одговор који је дат Вучићу. Везирови представници честитали су избор и изјавили да ће Порта, несумњиво, признати избор Кнеза Александра Карађорђевића.

## Опис избора кнеза
Према опису избора Александра Карађорђевића, који је сачуван у књизи Нила Попова Србија и Русија, св. III, сам акт избора текао је овако:
- Скупштинари: Ми хоћемо Александра Карађорђевића!

- Вучић: A зашто баш њега кад у отечеству нашем има толико заслужних људи; он је млад човек и још ништа није учинио за своју земљу...!

- Скупштинари: Истина је да је незаслужан човек, али је његов отац пролевао своју крв и борио се за нас... Ми њега хоћемо!

- Вучић: Е кад је тако, онда нека иду по шест људи од сваке нахије да му то јаве и да га доведу!